# Neocrepidodera motschulskii
Neocrepidodera motschulskii là một loài bọ cánh cứng trong họ Chrysomelidae. Loài này được Konstantinov miêu tả khoa học năm 1991.